# Szyszka
Szyszka – kłos zarodnionośny u roślin iglastych utworzony z osi i liści zarodnionośnych (sporofili). W piśmiennictwie polskojęzycznym narządy te określane są mianem kwiatów lub kwiatostanów, czasem na wzór terminologii anglosaskiej preferowane jest określenie „strobil”. Szyszka w zależności od ujęcia opisywana jest jako organ skupiający narządy rozrodcze nagonasiennych lub w węższym ujęciu tylko iglastych, ewentualnie nawet tylko sosnowatych. Szyszkami bywają określane zarówno jako strobile (kwiaty lub kwiatostany) męskie (mikrostrobile) jak i żeńskie (makrostrobile). W niektórych źródłach termin „szyszka” odnoszony jest tylko do drewniejących strobili żeńskich zawierających zalążki.
Gdy oś szyszki jest nierozgałęziona – szyszka określana jest mianem prostej, gdy sporofile wyrastają na osi rozgałęzionej – szyszkę nazywa się złożoną.
Na szyszki męskie składają się osadzone na osi mikrosporofile, bez żadnych dodatkowych struktur podporowych, są to zatem szyszki proste. Można szyszkę męską określić mianem kwiatu, jako że mikrosporofile to właściwie pręcikowie ułożone spiralnie wokół osi szyszki.
Szyszka żeńska to zazwyczaj szyszka złożona: na osi osadzone są łuski nasienne z zalążkami i twarde łuski wspierające. Wyjątkowy kształt i budowę mają szyszkojagody jałowców – w szyszkach tego rodzaju łuski są zmięśniałe i zrośnięte.
Podobne do szyszek kwiatostany występują u niektórych roślin okrytonasiennych, np. przypominają szyszki drewniejące kotki olch i brzóz.

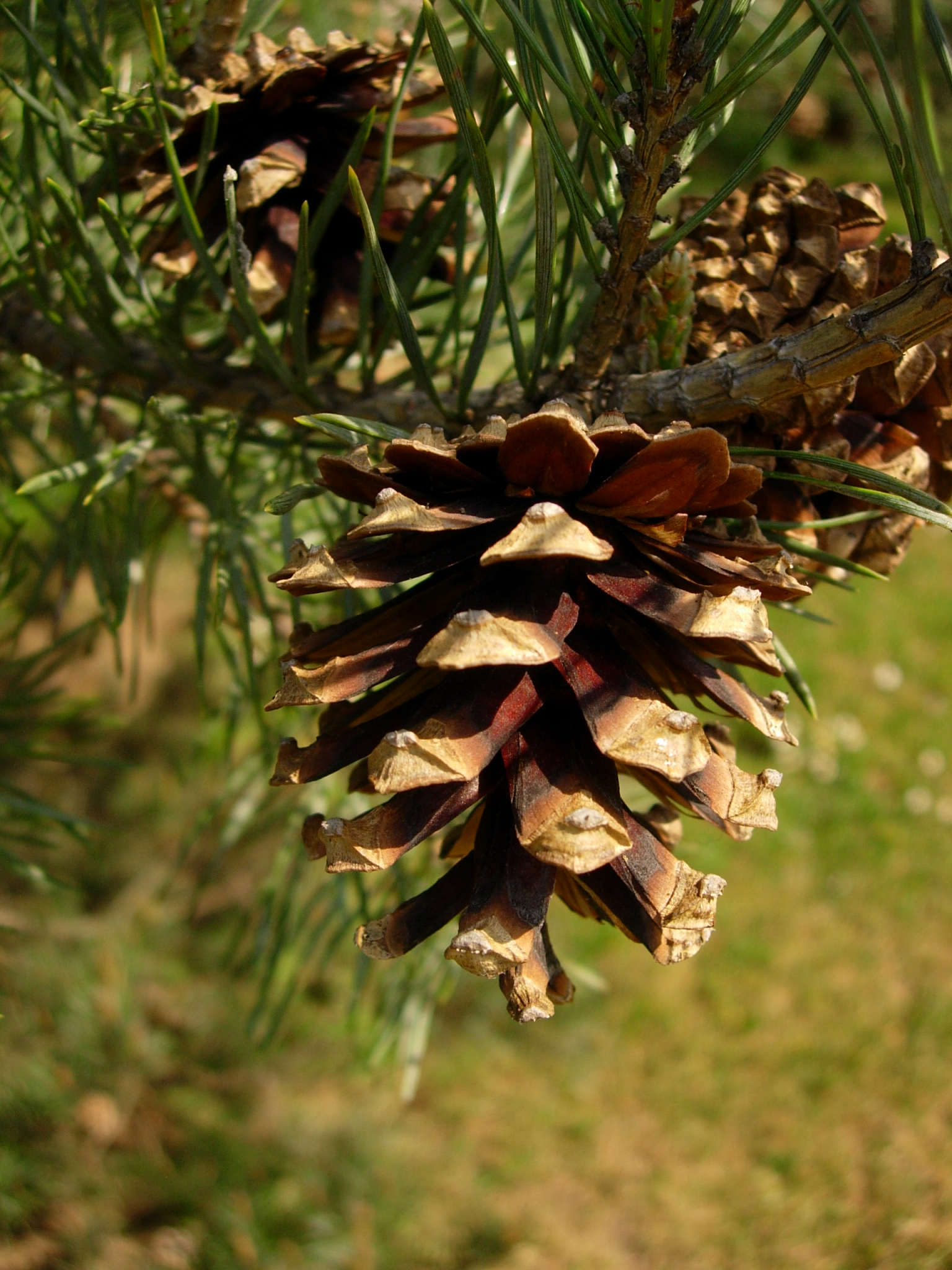
Dojrzała szyszka żeńska sosny zwyczajnej
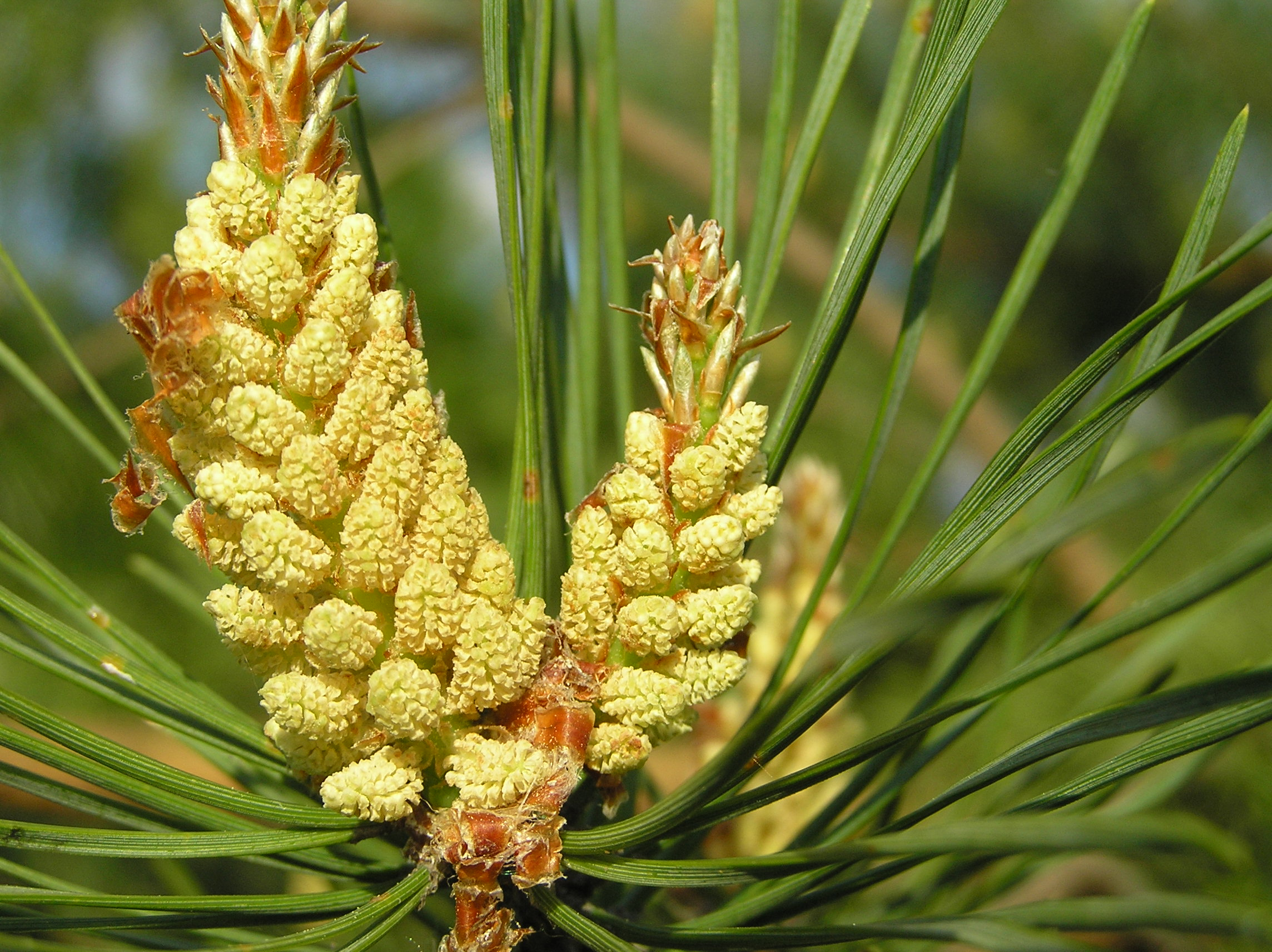
Pylące szyszki męskie sosny zwyczajnej
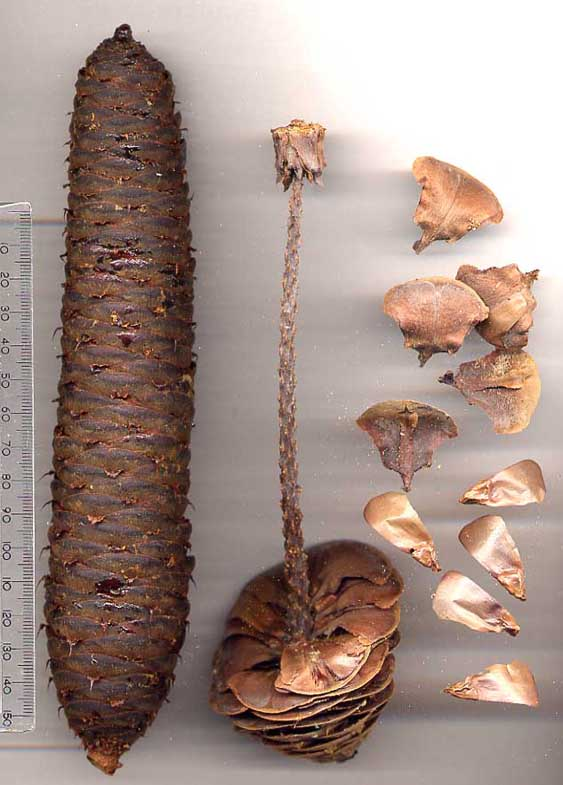
Rozsypująca się po dojrzeniu szyszka jodły bułgarskiej
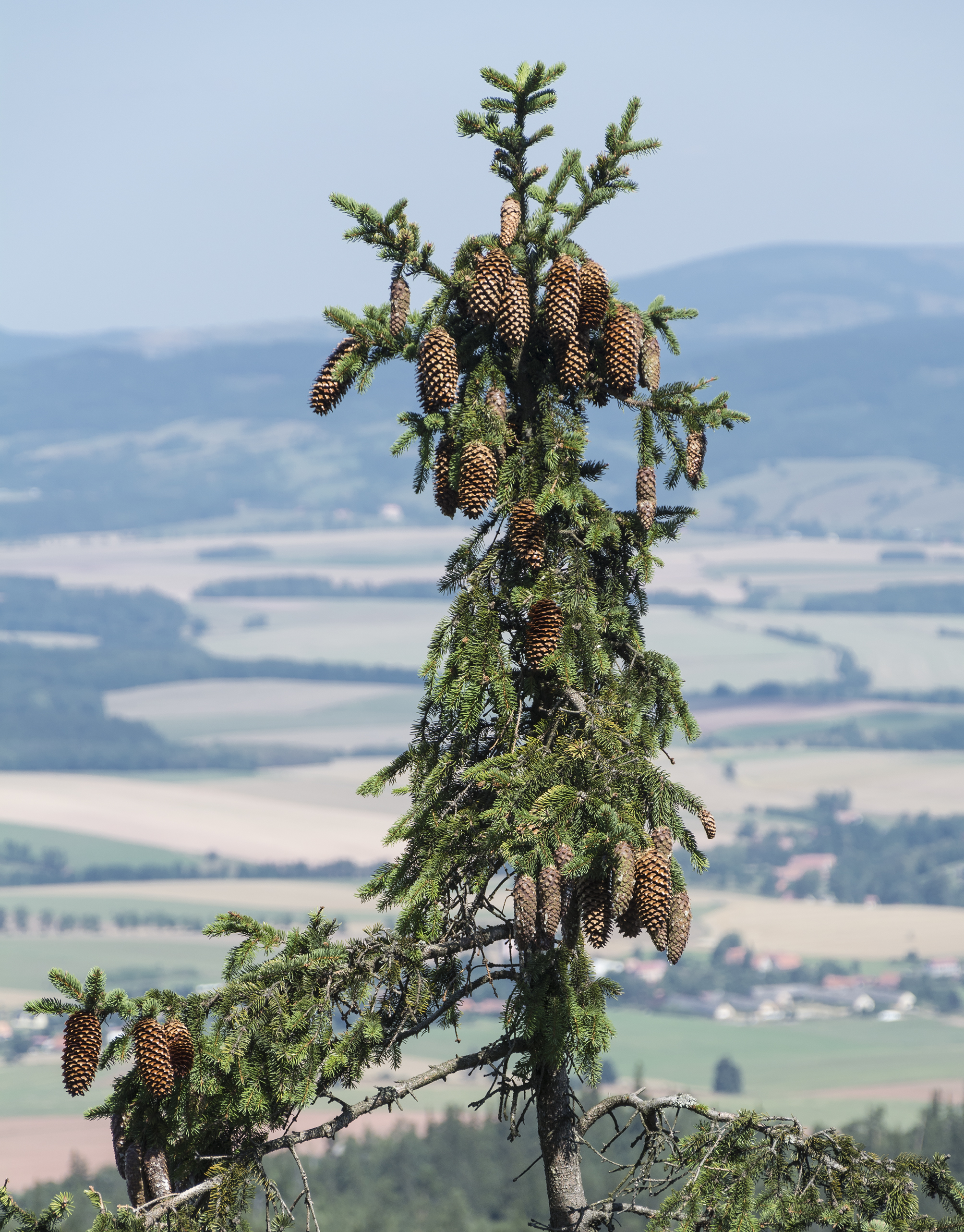
Szyszki świerka pospolitego